# Interworld
Interworld es una novela de ciencia ficción y fantasía escrita por Neil Gaiman y Michael Reaves . Se publicó en 2007 por EOS, empresa de HarperCollins Publishers. 

## Trama
Joey es un chico normal y corriente que va al instituto y que tiene una familia que lo quiere, pero en mitad de un examen, las cosas se tuercen y descubre que tiene una habilidad sorprendente, él es un Caminante, una persona capaz de caminar entre realidades alternativas. En el primer mundo que visita, Joey todavía no sabe lo que ocurre y empieza a notar cosas raras a su alrededor, cuando consigue llegar a su casa y creer que allí está a salvo, se da cuenta de que su madre no es del todo igual y que en vez de existir él, existe alguien muy parecido a él llamada Josephine. Es entonces cuando Joey comprende que algo ha cambiado, con la ayuda de Jay, es llevado al Intermundo, donde habitan otros caminantes a salvo de dos bandos opuestos que quieren apoderarse de todo el Multiverso. Estos dos bandos son los Binarios y los Maldecimales. Los Binarios son devotos de la tecnología y la ciencia mientras que los Maldecimales desarrollan mejor la magia y la brujería. En el Intermundo Joey conocerá a otras paraencarnaciones (los Joeys de otros mundos), con los que formará equipo para enfrentarse contra los Binarios y los Maldecimales.

## Personajes

### Mundo de Joey
- Joseph "Joey" Harker: es el protaginista de la historia, un chico que se suele perder con facilidad pero que resulta tener un don muy poderoso, caminar entre realidades alternativas.
- Kevin Harker: es el hermano más pequeño de Joey, el renacuajo como él lo llama.
- Jenny Harker: es la hermana menor de Joey.
- Señor y Señora Harker: los padres de Joey, Kevin y Jenny.
- Profesor Dimas: es el profesor de civismo de Joey, es en mitad de su examen cuando Joey descubre su don.
- Rowena Danvers: es la chica de la que Joey está enamorado. Estaba con él cuando Joey descubrió su don.
- Ted Russell: es el otro miembro del grupo de Joey y Rowena cuando estaban haciendo el examen del señor Dimas, es un matón repetidor de curso.

### Intermundo
- Josephine: es la primera que conoce Joey en el primer mundo al que va, solo se cruzan las miradas un instante, lo suficiente para que Joey se de cuenta de que ella es él, si hubiese sido una chica.
- El Abuelo: es la versión más anciana de Joey, es el regente del Intermundo y el líder de los caminantes.
- Jay: es el salvador de Joey cuando comienza a caminar y a estar bajo el punto de mira de los Maldecimales y los Binarios, lo rescata en varias ocasiones, tiene la misión de custodiarlo hasta el Intermundo. Es una versión un poco más adulta de Joey.
- Jai: es una especie de gurú sabio, suele mantenerse flotando con las piernas cruzadas, usa un vocabulario muy rico, es un caminante muy sabio.
- Jo: es una versión femenina de Joey, proviene de un mundo de gente alada, por eso Jo tiene unas alas de ángel en la espalda que solo usa para planear.
- Jakon Haarkanen: es también una versión femenina de Joey, pero lobuna, es una chica-lobo de un mundo donde la raza dominantes son hombres-lobo.
- Jerzy Harhkar: es el mejor amigo de Joey en el intermundo, es una versión de él que tiene plumas en vez de pelo.
- Josef Hokun: es un chico muy fuerte y grande, es una versión de Joey de gran tamaño y un guerrero fuerte.
- J/O HrKr: es un ciborg, pertenece a un mundo donde la tecnología está desarrollada y donde se implantan ordenadores y mecanismos a las personas nada más nacer.
- J´r´ohoho: es una versión centauro de Joey, proviene de un mundo de la raza de los centauros y la magia está más desarrollado.

### Maldecimales
- Lord Dogodaga: es el líder de los Maldecimales, el jefe de Lady Índigo y máximo responsable de los brujos.
- Lady Índigo: es una bruja maldecimal que consigue conjurar a Joey durante un tiempo, hasta que Jay se enfrenta con ella y consigue rescatarlo. Es una poderosa hechicera que domina un barco volador llamado Lacrimae Mundi.
- Scarabus: es el secuaz de Lady Índigo, tiene la apariencia de un indio americano, con un taparrabos, su mayor característica es que tiene todo su cuerpo lleno de tatuajes que utiliza a través de la magia para crear cosas.
- Neville: es el otro secuaz de Lady Índigo, es conocido como El Hombre Medusa, ya que tiene una barriga prominente y su piel es como la de las medusas.

### Entremedias
- Tono: es un fúvim (criatura multidimensional) que vive en el entremedias (la nada del universo, una convergencia de millones de cosas, ciencia y magia, todo a la vez), Tono es una especie de burbuja flotante que se comunica a través de los colores, es la mascota de Joey en algunos momentos de su aventura.

## Secuelas
Un segundo libro titulado El Sueño de Plata fue publicado el 23 de abril de 2013. El tercer y último libro, La Rueda de la Eternidad, fue publicado en el 2015.

## En otros medios
La idea de Interworld surgió en 1996, cuando Reaves estaba desarrollando una serie de dibujos animados para DreamWorks. Sugiriendo a Gaiman la idea de una posible serie animada, colaboraron en la historia y trataron, sin éxito, venderla a varios estudios, incluyendo DreamWorks que no estaba interesado. Interworld terminó siendo una novela que no se publicaría hasta 2007. 
En junio de 2007, Gaiman comunicó en su web que DreamWorks Animation tenía como opción convertir el libro en una película animada. 
En junio de 2016 los planes para crear Interworld como una serie de televisión fue reanimada por  Universal Cable Productions, asociada con el productor de Hamilton, Jeffrey Seller y su compañero Flody Suarez. 